# Święty Bernard z Clairvaux (obraz Goi)

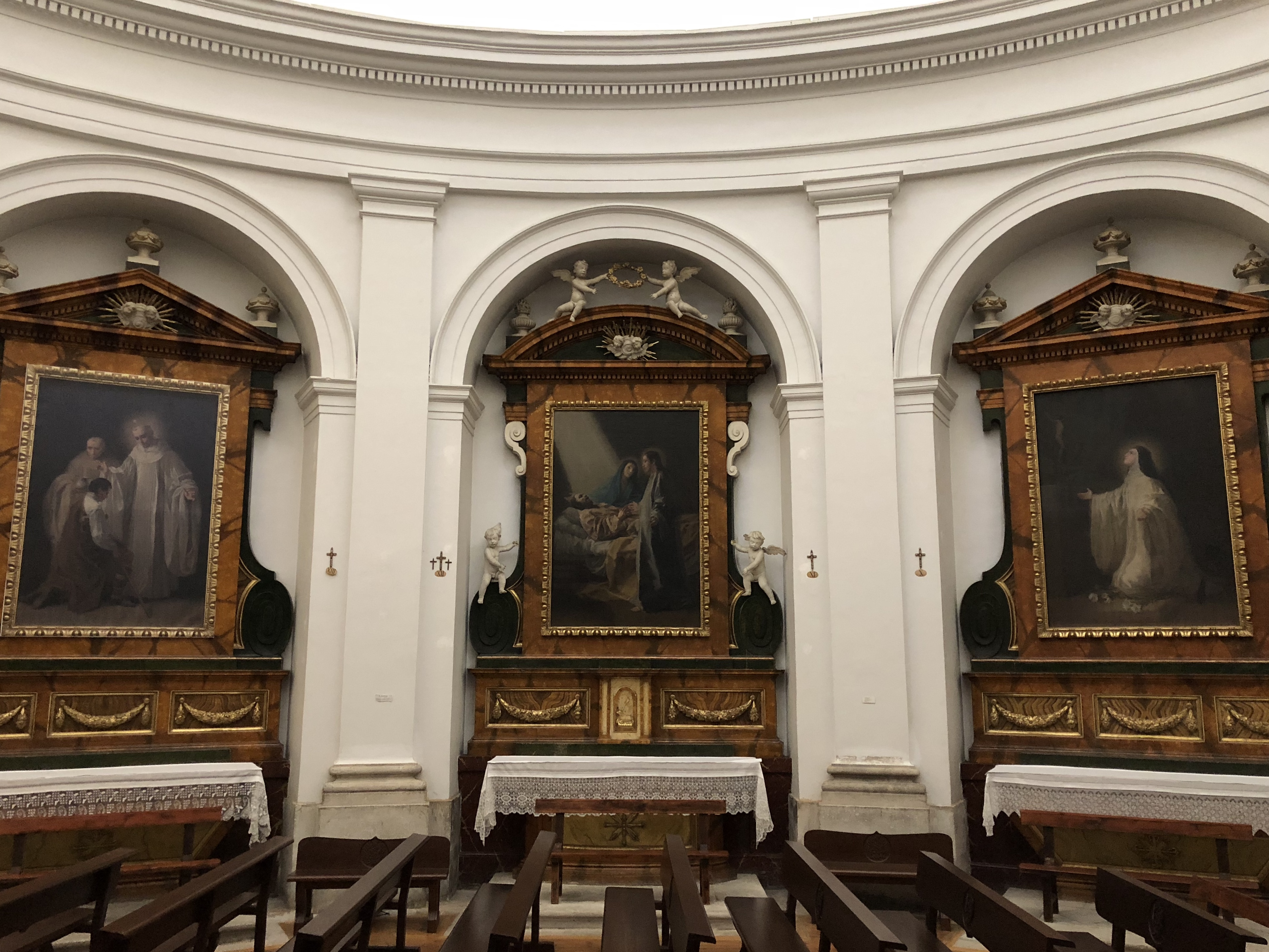
Święty Bernard z Clairvaux, Śmierć świętego Józefa i Święta Ludgarda pędzla Goi w kościele klasztoru świętego Joachima i świętej Anny w Valladolid.

Święty Bernard z Clairvaux (hiszp. San Bernardo de Claraval lub San Bernardo curando a un tullido lub San Bernardo curando a un cojo) – obraz olejny hiszpańskiego malarza Francisca Goi znajdujący się w kościele klasztoru świętego Joachima i świętej Anny w Valladolid. Jest jednym z trzech dzieł wykonanych przez Goyę dla kościoła cysterek, obok Świętej Ludgardy i Śmierci świętego Józefa.

## Okoliczności powstania
W latach 1781–1787 trwała przebudowa średniowiecznego klasztoru świętego Joachima i świętej Anny w Valladolid według projektu królewskiego architekta Francesca Sabatiniego i pod patronatem króla Karola III. Powstał nowy kościół w stylu neoklasycznym, którego wnętrze potrzebowało adekwatnej dekoracji. Za namową Sabatiniego wspólnota cysterek zwróciła się do króla z prośbą o nowe obrazy. Sabatini zasugerował im także nazwiska dwóch zatrudnionych na dworze malarzy: Francisca Goi i Ramóna Bayeu. Król przyjął petycję zakonnic i zlecił malarzom wykonanie w sumie sześciu wielkoformatowych płócien do bocznych ołtarzy.
Goya był od 1786 zatrudniony na królewskim dworze jako malarz z roczną pensją i w tym okresie zaczął odnosić pierwsze ważniejsze sukcesy i wzbudzać kontrowersje. To zlecenie było kontynuacją rywalizacji Goi i jego szwagrów, malarzy Ramóna i Francisca Bayeu, również pracujących na dworze. Animozje sięgały roku 1766, kiedy w konkursie kwalifikacyjnym do Królewskiej Akademii Sztuk Pięknych św. Ferdynanda w Madrycie Francisco Bayeu oddał swój głos na młodszego brata Ramóna, a nie Goyę. Ich współpraca nad freskami w bazylice Nuestra Señora del Pilar w 1780 w Saragossie zakończyła się wieloletnim sporem z powodu dzieła Goi Matka Boska Królowa Męczenników. Goya i Francisco Bayeu rywalizowali także w latach 1781–1783 w konkursie na dzieła do bazyliki San Francisco el Grande w Madrycie (Kazanie świętego Bernardyna ze Sieny przed Alfonsem Aragońskim Goi otrzymało lepszą ocenę niż krytykowana praca Bayeu). Ramón Bayeu został w tym konkursie pominięty, dlatego sukces obrazów dla zakonu cysterek także dla niego był możliwością rewanżu.
Cysterki zamówiły obrazy o tematyce związanej z zakonem benedyktyńsko-cysterskim i jego fundatorami. Zamówienie zostało równo podzielone, Goi przypadły obrazy po prawej stronie ołtarza: Śmierć świętego Józefa, Święta Ludgarda i Święty Bernard z Clairvaux, a Bayeu po lewej: Święta Scholastyka, Niepokalana ze świętym Franciszkiem i świętym Antonim i Święty Benedykt. 6 czerwca 1787 Goya pisał w liście do swojego przyjaciela Martína Zapatera, że obrazy zamówione przez króla dla klasztoru mają być gotowe na dzień św. Anny (obchodzony 26 lipca), a malarz jeszcze ich nie zaczął. Poświęcenie kościoła miało miejsce 1 października 1787, co wskazuje na opóźnienie w realizacji dekoracji.

## Opis obrazu
W literaturze pojawiają się różne wariacje tytułu: Św. Bernard uzdrawiający kulawego, Św. Bernard uzdrawiający kalekę, Św. Bernard i św. Robert. Goya w ww. liście do Zapatera wspomina jedynie o „obrazie św. Bernarda”. Historycy są zgodni, że protagonistą dzieła jest właśnie św. Bernard z Clairvaux. Trzy postaci wyróżniają się na ciemnym tle: św. Bernard, starszy mnich cysters i klęczący mężczyzna. Święty ma na sobie szeroki biały habit, rozkłada ręce w geście uzdrawiającego błogosławieństwa. Nad jego głową pojawia się gwiazda oznaczająca boski dar uzdrawiania, a od jego postaci zdaje się emanować światło. Klękając, kaleka pochyla głowę, aby przyjąć łaskę uzdrowienia. Ma na sobie skromne ubranie. Scena, którą wybrał Goya, jest rzadko spotykana w ikonografii świętego. Najbardziej prawdopodobną interpretacją jest ta, odwołująca się do zdolności taumaturgicznych opisanych w hagiografii świętego. Obraz przedstawia jedno z cudownych uzdrowień, które święty praktykował w Mediolanie poprzez błogosławieństwo chleba i wody przynoszonych przez potrzebującą osobę. Święty wyrzucał także demony z ciał opętanych, każąc im pić wodę. Goya przedstawia więc św. Bernarda jako uzdrowiciela ciała i ducha.
Inne interpretacje wskazują, że duchownymi są św. Bernard i św. Robert (Viñaza, von Loga), a Mayer dodaje, że w tej scenie obaj święci chrzczą pielgrzyma. Może to być także klęczący mężczyzna o kulach (Gudiol) lub rycerz (Camón Aznar, Sanchez Cantón). Mało prawdopodobna jest wersja, w której św. Bernard chrzci św. Roberta (Angelis, Salas), ponieważ św. Robert z Molesme zmarł rok przed tym, kiedy św. Bernard wstąpił do zakonu. Morales uważa, że mężczyzna jest żebrakiem, dlatego scena nie przedstawia uzdrowienia, lecz akt miłosierdzia. Starszy mnich trzyma biały dzbanek, reprezentujący uczynki miłosierdzia: głodnych nakarmić, spragnionych napoić.
Goya odchodzi od kanonów barokowych, zbliżając się do akademizmu, nawiązuje do dzieł Zurbarána, co jest widoczne w naturalizmie postaci, zwłaszcza kaleki. Dbałość o szczegóły można dostrzec w fałdach habitów czy płaszcza kaleki. Ekspresja i gesty bohaterów nadają wrażliwości chłodnemu stylowi neoklasycznemu.

## Krytyka
Obrazy Goi dla kościoła cysterek były przez długi czas niedoceniane przez krytyków (Zapater y Gómez, Viñaza), a nawet uznawane za zimne i wymuskane (von Loga, Beruete). Dopiero w późniejszych latach zostały zrewaloryzowane (Tormo, Mayer, Sanchez Cantón), kiedy ponownie przeanalizowano styl Goi. Pozytywna opinia utrzymuje się także wśród współcześniejszych badaczy (Gudiol, Camón Aznar, Arnaiz, Morales). Malarz dostosował dzieła do neoklasycznej architektury kościoła, w którym miały się znajdować, chociaż wcześniej zdarzało mu się odrzucać taką zależność. Odwołał się także do akademickich kanonów malarstwa neoklasycznego, widocznych w formalizmie kompozycji. Jedynie w przypadku Śmierci św. Józefa wprowadził własny element – postaci zdradzają emocje, być może pod wpływem osobistych doświadczeń malarza, który w 1781 stracił ojca.

## Proweniencja
Od czasu powstania w 1787 obrazy znajdują się w kościele klasztoru świętego Joachima i świętej Anny w Valladolid.